# Marek Pawlikowski (chemik)
Marek Pawlikowski – polski chemik, profesor Zakładu Chemii Teoretycznej im. prof. K. Gumińskiego Wydziału Chemii Uniwersytetu Jagiellońskiego.

## Życiorys
Obronił pracę doktorską, następnie uzyskał stopień doktora habilitowanego. 20 listopada 1997  uzyskał tytuł profesora nauk chemicznych. Został zatrudniony na stanowisku profesora w Zakładzie Chemii Teoretycznej im. prof. K. Gumińskiego na Wydziale Chemii Uniwersytetu Jagiellońskiego.